# Murashu
La casata dei Murashu è stata una famiglia di banchieri, le cui vicende vennero alla luce tramite ritrovamenti archeologici risalenti alla fine del XIX secolo. La famiglia visse durante il V secolo a.C. a Nippur, sotto l'Impero achemenide, partecipando a diverse attività economiche.

## Gentilizio
Sia Murašû che Murashu significano gatto selvatico. Le parole sono traslitterate da mu-ra-šu-ú, come originariamente scritte in caratteri cuneiformi sillabici. La casa prende il nome dal capofamiglia.

## Testimonianze archeologiche
Gran parte delle testimonianze archeologiche sulla famiglia proviene da una casa a Nippur, più precisamente all'interno dei resti di una stanza di venti metri per dieci dell'edificio. Inizialmente fu scoperta nel 1893 durante la terza spedizione dell'Università della Pennsylvania presso il sito di Nippur, all'epoca diretta da John Henry Haynes. Conosciuti oggi come l'archivio Murashu, questi resti consistono in tavolette di argilla, 879 in totale (ammontanti a 879 secondo Provan, Long, Longman 2005; 835 secondo Greenfield, Paul, Stone, Pinnick 2001; 800 secondo van De Mieroop 1999; e 650 secondo Schramm 1995) scritte nelle due lingue allora più diffuse: aramaico e accadico. L'archivio comprende 657 diversi tipi di sigilli impressi (Bregstein).

### Tavolette di Murashu
Le tavolette di Murashu forniscono uno sguardo sulla la vita per dei discendenti ebrei dell'esilio e della prigionia babilonese del V secolo. Dopo che il re persiano Ciro il Grande conquistò Babilonia nel 539 a.C., permise e aiutò a finanziare il ritorno degli ebrei in Giudea con l'editto di Ciro nel 538. Le tavolette di Murashu risalgono a questo periodo, dopo che agli ebrei fu permesso di tornare in Giudea. Il fatto che la banca "Murashu & Sons" facesse affari con ebrei che decisero di rimanere a Nippur piuttosto che tornare in Giudea suggerisce che la vita a Nippur controllata dai persiani fosse almeno in qualche modo tollerabile per gli ebrei.
Le tavolette parlano di uno di questi ebrei, Udarna, figlio di Rahim-ili. Parte della proprietà di Udarna fu rubata da suo fratello e suo nipote. Per tentare di riottenere la sua proprietà, Udarna presentò la sua denuncia a Bel-nadin-shumu, uno dei figli dei "Murashu & Sons". A Udarna venne restituita la sua proprietà. Inoltre, non vennero mosse accuse contro suo fratello o suo nipote. Le parti in causa convennero, inoltre, che nessun discendente di Udarna avrebbe mai intentato una causa contro il fratello o il nipote di Udarna o la loro prole. La clausola che proibisce qualsiasi causa intentata contro il fratello e il nipote di Udarna o le generazioni successive, fu apparentemente implementata per prevenire una faida che avrebbe potuto durare generazioni.
In particolare, i nomi ebraici contenuti nelle tavolette che iniziano con יהו (Yod Heh Waw) sono tutti scritti "Yahu-" e mai "Yeho". Questa testimonianza dei documenti Murashu corrisponde quindi a quella di altre fonti: dopo l'Esilio la forma ordinaria del nome divino usata come elemento teoforico iniziale era yahu.

## Attività bancarie
H.V. Hilprecht considera il gruppo ("società") come banchieri e broker, impegnati in operazioni di prestito di denaro e commercio nella Babilonia meridionale e centrale per un periodo di 50 anni dalla fine del V secolo (Dandamaev, Lukonin, Kohl).
Tre generazioni della famiglia sono attestate nei documenti di Nippur. Gli archivi (documentazione "legale") includono questioni riguardanti i meno abbienti di Nippur che vivevano nelle aree esterne della città, ma anche gli interessi sia dei reali (l'affitto dei campi - Dandamaev, Lukonin, Kohl ) che di quelli ad essi associati, partecipando come funzionari all'interno del loro patrimonio. I manufatti sono databili al tempo del regno dei re Artaserse I e Dario II, (altrimenti datati 465, 464 o 455 a 404 o 403 a.C.).
L'attività principale della famiglia era la gestione di feudi e terreni, con membri attivi principalmente come creditori per i lavoratori delle imprese agricole, nel prestito e nella fornitura di attrezzature, sementi, irrigazione e animali per questo scopo, a persone tra cui ebrei. L'archivio fornisce informazioni sull'interazione e gli accordi con 100 famiglie ebree. La famiglia impiegava più di 60 agenti. La casa affittava appezzamenti di terreno di proprietà di funzionari pubblici (23 funzionari dell'alta corte) e guerrieri (le cosiddette "blow-lands", "horse-lands" e "chariot-lands") trasferendo i pagamenti dell'affitto e anche le successive tasse alla famiglia reale. Il governo usava la famiglia ai fini della riscossione delle tasse sulla terra (harāka [OP]) (le tasse riscosse dalla famiglia). La famiglia aveva rapporti con 2500 individui separati, almeno come evidenziato dal documento d'archivio, quando Schniedewind afferma che questo include in totale un "... onomasticon di circa 2500 nomi. . ." .
La famiglia non aveva alcun ruolo nel cambio estero (commercio internazionale). Sebbene i membri si siano recati a Susa (in Elam, a circa 200 chilometri di distanza) dove sono rimasti per mesi coinvolti in attività finanziarie.